# Albert Coppé
Albert Léon Louis Coppé (Brugge, 26 november 1911 - Tervuren, 30 maart 1999) was een Belgisch hoogleraar aan de Katholieke Universiteit Leuven en politicus. Hij was onder meer medeoprichter van de Christelijke Volkspartij, volksvertegenwooriger, minister en Europees commissaris.

## Biografie

### Brugse wortels
Albert Coppé behoorde tot een Brugse handelaarsfamilie. Zijn vader dreef een kolenhandel nabij de Brugse achterhaven. Hij was de vierde in een gezin van acht kinderen. Zijn ouders, een zus en een tante verloren in 1942 het leven tijdens een bombardement op de haven van Brugge. Zelf trouwde hij in 1940 met Marie-Henriette Van Driessche, dochter van Joseph Van Driessche, burgemeester van Hamme. Ze kregen acht kinderen.
Hij liep tijdens de Eerste Wereldoorlog lagere school in Haarlem en middelbare school in het Sint-Lodewijkscollege (1919-1924) en het Sint-Franciscus-Xaveriusinstituut (1924-1929) in Brugge.

### Universitaire loopbaan
Van 1929 tot 1940 studeerde Coppé aan de Katholieke Universiteit Leuven. Aan deze universiteit werd hij in 1932 licentiaat in de handels-en financiële wetenschappen, in 1933 licentiaat in politieke en sociale wetenschappen, in 1934 licentiaat in de toegepaste economische wetenschappen en in 1939 doctor in de economische wetenschappen.
Vanaf 1933 was hij assistent boekhouding en financiële controle bij professor Vaes. In augustus 1940 werd hij benoemd tot hoogleraar economie aan de faculteit Economische en Sociale Wetenschappen, waar hij tot in 1983 onafgebroken doceerde, eerst als gewoon hoogleraar, vervolgens als buitengewoon hoogleraar. In 1945 werd hij eveneens redacteur economie bij het dagblad De Nieuwe Standaard.

### Politieke loopbaan
In 1946 werd Coppé voor de CVP verkozen tot lid van de Kamer van volksvertegenwoordigers in het arrondissement Brussel, een functie die hij bleef uitoefenen tot in 1952. Van juni tot augustus 1950 was hij eveneens minister van Openbare Werken in de regering-Duvieusart, van augustus 1950 tot januari 1952 minister van Economische Zaken en Middenstand in de regering-Pholien en van januari tot augustus 1952 minister van Wederopbouw in de regering-Van Houtte.
In augustus 1952 verliet hij de nationale politiek om vicevoorzitter van de Hoge Autoriteit van de Europese Gemeenschap voor Kolen en Staal te worden, een functie die hij bleef uitoefenen tot in 1967. In 1967 was hij kortstondig waarnemend voorzitter. Daarna was hij van 1967 tot 1973 lid van de Europese Commissie: van 1967 tot 1969 met de bevoegdheden Begroting, Financieel Toezicht en Kredietverlening. Van 1970 tot 1973 was hij ook bevoegd voor Investeringen, Sociale Zaken, Vervoer en Administratieve Zaken.
Daarenboven was Coppé van 1969 tot 1972 voorzitter van de Vereniging voor Internationale Relaties. Ten tijde van de discussies rond de staatshervorming was hij een pleitbezorger van het unionistisch federalisme en in de jaren 1990 behoorde hij tot een drukkingsgroep van zakenlui die zich verenigden in de vzw Tegen het Separatisme.

### In het bedrijfsleven
Na het einde van zijn Europese loopbaan was Coppé vanaf 1973 actief in het bedrijfsleven. Van 1974 tot 1983 was hij voorzitter van de Bedrijfsraad van de Bouwnijverheid en van 1973 tot 1979 was hij lid van de toezichtsraad van Philips. Hij was eveneens actief bij de Generale Bank: van 1974 tot 1977 als bestuurder en van 1977 tot 1981 als voorzitter van de raad van bestuur.

## Publicaties
- Problèmes d'économie charbonnière. Essai d'orientation économique, Brugge, Desclée De Brouwer, 1939.
- Economische politiek en levensstandaard, Brugge, Beyaert, 1946.
- De Europese uitdaging, Antwerpen, Standaard, 1970.
- De multinationale onderneming. Macht zonder grenzen, Antwerpen, Standaard, 1972.
- Inflatie, Antwerpen, Scriptoria, 1974.
- Polemiek rond België, Leuven, Acco, 1992.
- Bijdragen in wetenschappelijke tijdschriften
- Zeer talrijke artikels in:
  - La Patrie (1935)
  - De Nieuwe Standaard (1944-1950)
  - La Libre Belgique (1974-1988)
  - De Financieel-Economische Tijd (1989-1995)
  - Gazet van Antwerpen (1989-1993)
  - De Nieuwe Gids (1975-1995)

## Eerbetuigingen
- Coppé werd doctor honoris causa van de Université Sainte-Marie in Montreal (1953) en de Catholic University in San Antonio (1955).
- Hij was erevoorzitter van de oud-leerlingenbond van het Franciscus-Xaveriusinstituut in Brugge.
- Hij ontving de Maurits-Sabbeprijs van de vereniging Bruggelingen buiten Brugge.